# Симбиоты (Marvel Comics)
Клинта́ры (англ. Klyntar), также именуемые симбио́тами (англ. Symbiote) — инопланетная раса, появляющаяся в американских комиксах, выпускаемых издательством Marvel Comics. Была создана Роджером Стерном, Томом Дефалко, Майком Зеком и Дэвидом Микелайни и впервые появилась в 1984 году в 252-м выпуске серии комиксов The Amazing Spider-Man. Наиболее известными представителями данной расы являются Веном и Карнаж.
Симбиоты были созданы древним богом Наллом, который намеревался использовать их для захвата планет и создания хаоса во вселенной. Впоследствии раса восстала против своего создателя и заточила его на своей родной планете, Клинтар; новой целью симбиоты поставили не порабощение, а защиту вселенной. Во время событий «Секретных войн» в Мире Битв Питер Паркер / Человек-паук повреждает свой костюм и, в попытке восстановить его, неосознанно выпускает из специального модуля одного из симбиотов, с которым в конечном счёте сливается, сформировав новый чёрно-белый костюм и получив ряд новых способностей. Со временем Человек-паук понял, что полученный им «костюм» является разумным существом, негативно влияющим на его поведение, и избавляется от него. Озлобленный симбиот соединяется с Эдди Броком, конкурентом Паркера, в результате чего появляется Веном. Второй по значимости симбиот Marvel, Карнаж, — отпрыск Венома, скрепивший сильный союз с серийным убийцей Клетусом Кэседи.
В симбиозе с человеком симбиот наделяет его сверхчеловеческими способностями, также модифицируя уже имеющиеся у носителя навыки.
С момента появления в комиксах симбиоты фигурировали в фильмах, телесериалах и видеоиграх. Веном выступил антагонистом игрового фильма 2007 года «Человек-паук 3: Враг в отражении». В 2018 году новая версия Венома обзавелась одноимённым сольным фильмом. Карнаж дебютировал в кинематографе в картине 2021 года «Веном 2».